# Visionary: The Video Singles
A Visionary: The Video Singles Michael Jackson amerikai zenész-énekes válogatásalbuma. Az album nem egy CD-ből áll, hanem húsz DualDisc formátumú kislemezből, melyeket az Egyesült Királyságban 2006. február 20. és június 26. között hetente jelentetett meg a Sony BMG, az Egyesült Államokban pedig egyben jelent meg egy box setben 2006. november 14-én. A projekt executive producere Jackson volt, a Visionary teljesen az ő irányítása alatt született.
Minden egyes lemez CD oldalán szerepelt a dal 7"-es változata és még egy dal (remix vagy bónuszdal), a DVD oldalon pedig a dal videóklipje és a két szám PCM Stereo hanggal. A kislemezek borítóképe megegyezett eredeti borítójukéval. Az elsőhöz, a Thrillerhez egy doboz is járt, amiben össze lehetett gyűjteni a húsz kislemezt. Jackson volt az első, aki kislemezt jelentetett meg DualDisc technológiával.
Mivel a gyűjtemény a szabályok szerint nem albumnak számított, hanem húsz külön kislemeznek, jogosult volt felkerülni a kislemezslágerlistákra.

## Dallista
| Thriller 1. Thriller (Remixed Short Version) – 4:09 2. Thriller (Album Version) – 5:58 Don’t Stop ‘til You Get Enough 1. Don’t Stop ‘til You Get Enough (7" Edit) – 3:59 2. Don’t Stop ‘til You Get Enough (12" Edit) – 5:52 Rock with You 1. Rock with You (7" Edit) – 3:23 2. Rock with You (Masters at Work Remix) – 5:33 Billie Jean 1. Billie Jean (Album Version) – 4:54 2. Billie Jean (12" Version) – 6:23 Beat it 1. Beat It (Album Version) – 4:18 2. Beat It (Moby’s Sub Mix) – 6:11 Bad 1. Bad (7" Mix) – 4:07 2. Bad ("False Fade" Extended Dance Mix) – 8:23 The Way You Make Me Feel 1. The Way You Make Me Feel (7" Edit) – 4:26 2. The Way You Make Me Feel (Extended Dance Mix) – 7:53 Dirty Diana 1. Dirty Diana (Album Version) – 4:41 2. Dirty Diana (Instrumental) – 4:41 Smooth Criminal 1. Smooth Criminal (7" Edit) – 4:11 2. Smooth Criminal (Extended Dance Mix) – 7:37 Leave Me Alone 1. Leave Me Alone (Album Version) – 4:39 2. Another Part of Me (Extended Dance Mix) – 6:17 | Black or White 1. Black or White (Single Version) – 3:21 2. Black or White (Clivilles & Cole House Guitar Radio Mix) – 3:49 Remember the Time 1. Remember the Time (7" Remix) – 3:55 2. Remember the Time (New Jack Jazz Mix) – 5:05 In the Closet 1. In the Closet (7" Edit) – 4:47 2. In the Closet (Club Mix) – 8:00 Jam 1. Jam (7" Edit) – 4:10 2. Jam (Silky 12" Mix) – 6:26 Heal the World 1. Heal the World (7" Edit) – 4:32 2. Will You Be There – 5:21 You Are Not Alone 1. You Are Not Alone (Radio Edit) – 4:34 2. You Are Not Alone (Classic Club Mix) – 7:36 Earth Song 1. Earth Song (Radio Edit) – 5:02 2. Earth Song (Hani’s Extended Radio Experience) – 4:32 They Don’t Care About Us 1. They Don’t Care About Us (LP Edit) – 4:09 2. They Don’t Care About Us (Love to Infinity’s Walk in the Park Mix) – 7:18 Stranger in Moscow 1. Stranger in Moscow (Radio Edit) – 5:22 2. Stranger in Moscow (Tee’s In-House Club Mix) – 6:22 Blood on the Dance Floor 1. Blood on the Dance Floor (Album Version) – 4:14 2. Blood on the Dance Floor (Fire Island Vocal Mix) – 8:55 |

## A Visionary kislemezek listákon elért eredményei
| Megjelenés  | Cím                            | Albumról                 | Brit helyezések (eredeti helyezés zárójelben) | Ausztrál helyezések (eredeti helyezések zárójelben) |
| ----------- | ------------------------------ | ------------------------ | --------------------------------------------- | --------------------------------------------------- |
| Február 20. | Thriller                       | Thriller                 | – (#10)                                       | #55 (#4)                                            |
| Február 20. | Don’t Stop ‘til You Get Enough | Off the Wall             | #17 (#3)                                      | #66 (#1)                                            |
| Február 27. | Rock with You                  | Off the Wall             | #15 (#7)                                      | #55 (#4)                                            |
| Március 6.  | Billie Jean                    | Thriller                 | #11 (#1)                                      | #58 (#1)                                            |
| Március 13. | Beat it                        | Thriller                 | #15 (#3)                                      | #66 (#2)                                            |
| Március 20. | Bad                            | Bad                      | #16 (#3)                                      | #91 (#4)                                            |
| Március 27. | The Way You Make Me Feel       | Bad                      | #17 (#3)                                      | #79 (#5)                                            |
| Április 3.  | Dirty Diana                    | Bad                      | #17 (#4)                                      | #60 (#26)                                           |
| Április 10. | Smooth Criminal                | Bad                      | #19 (#8)                                      | #88 (#29)                                           |
| Április 17. | Leave Me Alone                 | Bad                      | #15 (#2)                                      | #68 (#37)                                           |
| Április 24. | Black or White                 | Dangerous                | #18 (#1)                                      | #56 (#1)                                            |
| Május 1.    | Remember the Time              | Dangerous                | #22 (#3)                                      | #72 (#6)                                            |
| Május 8.    | In the Closet                  | Dangerous                | #20 (#8)                                      | #68 (#5)                                            |
| Május 15.   | Jam                            | Dangerous                | #22 (#13)                                     | #60 (#11)                                           |
| Május 22.   | Heal the World                 | Dangerous                | #27 (#2)                                      | #63 (#20)                                           |
| Május 29.   | You Are Not Alone              | HIStory                  | #30 (#1)                                      | #65 (#7)                                            |
| Június 5.   | Earth Song                     | HIStory                  | #34 (#1)                                      | #67 (#15)                                           |
| Június 12.  | They Don’t Care About Us       | HIStory                  | #26 (#4)                                      | #75 (#16)                                           |
| Június 19.  | Stranger in Moscow             | HIStory                  | #22 (#4)                                      | #65 (#14)                                           |
| Június 26.  | Blood on the Dance Floor       | Blood on the Dance Floor | #19 (#1)                                      | – (#5)                                              |

## Külső hivatkozások
- Sony's official Visionary weboldal
- Michael Jackson News International